# 280. pehotni polk (Italija)
280. pehotni polk Foggia je bil pehotni polk Kraljeve italijanske kopenske vojske.

## Zgodovina
Med prvo svetovno vojno je polk deloval na soški fronti.